# Côté cœur
Pour le film de Héloïse Pelloquet, voir Côté Cœur.
Albums de Dave
Pour que tu me comprennes
(1978) L'Année de l'amour
(1981)
Côté cœur est le sixième album studio de Dave, sorti en 1979. Il est sorti chez CBS.

## Titres
1. Déjà
2. En P.C.V. (Never Let Her Slip Away)
3. Si tu veux rester
4. La Vie qui va pas
5. Heureux ou malheureux
6. Quiproquo
7. C'est pas gentil (Oh Johnny Please)
8. Dave (James)
9. Une autre terre (Je veux m'en aller) (O Urania)
10. Ringard star
11. Allô Elisa

## Classements
| Classements (1979) | Meilleure position |
| ------------------ | ------------------ |
| France             | 5                  |